# Pleasant Hill (Missouri)
Pleasant Hill è un comune degli Stati Uniti d'America, situato nello Stato del Missouri, diviso tra la contea di Cass.